# Comuna de Ustronie Morskie
Ustronie Morskie (polaco: Gmina Ustronie Morskie) é uma gminy (comuna) na Polónia, na voivodia de Pomerânia Ocidental e no condado de Kołobrzeski.
De acordo com os censos de 2006, a comuna tem 3.613 habitantes, com uma densidade 63,1 hab/km².

## Área
Estende-se por uma área de 57,27 km².

## Demografia
Dados de 30 de Junho de 2004:
|                      | Total   | Total | Mulheres | Mulheres | Homens  | Homens |
| -------------------- | ------- | ----- | -------- | -------- | ------- | ------ |
|                      | pessoas | %     | pessoas  | %        | pessoas | %      |
| População            | 3614    | 100   | 1885     | 52,2     | 1729    | 47,8   |
| Densidade (pop./km²) | 63,1    | 100   | 32,9     | 32,9     | 30,2    | 30,2   |

De acordo com dados de 2002, o rendimento médio per capita ascendia a 3230,08 zł.